# Armin Raufeisen
Armin Raufeisen (* 13. November 1928 in Endrejen, Ostpreußen; † 12. Oktober 1987 in Leipzig-Meusdorf) war ein Spion der Hauptverwaltung A, des Auslandsgeheimdienstes der DDR.

## Leben
Raufeisen wuchs in Tilsit auf, von wo die Familie 1944 ins Erzgebirge flüchtete. Dort arbeitete er zunächst als Hauer, später als Geophysiker bei der Wismut im Uranbergbau.
1957 verpflichtete sich Raufeisen als überzeugter Kommunist zur Arbeit für den DDR-Auslandsgeheimdienst. Er wurde zur Wirtschaftsspionage in die Bundesrepublik geschleust und nahm eine Tätigkeit als Geophysiker bei der Preussag in Hannover auf.
Als am 18. Januar 1979 der Oberleutnant des Ministeriums für Staatssicherheit, Werner Stiller, der in der Abteilung Wissenschaftlich-Technische Aufklärung der Staatssicherheit insgesamt 32 Wirtschaftsspione der DDR in westdeutschen Hochtechnologieunternehmen führte, in den Westen überlief, wurde die Gefahr der Enttarnung Raufeisens akut. Ohne seine Familie über die wahren Hintergründe der überhasteten Reise aufzuklären, fuhr Raufeisen mit Frau und Söhnen am 22. Januar 1979 in die DDR, um einer drohenden Verhaftung im Westen zu entgehen.
Die Söhne, beide in Hannover geboren, wollten sich mit der Situation nicht abfinden und nach Hannover zurückkehren. Während der bereits volljährige Michael sich weigerte, den Staatsbürgerschaftsantrag zu unterschreiben, und schließlich im Dezember 1979 wieder ausreisen durfte, musste der minderjährige Thomas mit den Eltern in der DDR bleiben.
Die Ausreise des erwachsenen Sohnes änderte auch den Status Armin Raufeisens in der Staatssicherheit: Da er nun einen Verwandten ersten Grades in der Bundesrepublik hatte, wurde seine hauptamtliche Mitarbeit bei der Staatssicherheit beendet.
Nachdem ein Ausreiseantrag der Familie von den DDR-Behörden abgelehnt worden war, erkundete Raufeisen denkbare Ausreise- und Fluchtmöglichkeiten. Dazu nahm er unter anderem Kontakt zu CIA-Mitarbeitern, einem Schleuserunternehmen, westdeutschen Journalisten und der westdeutschen Botschaft in Ungarn auf. Diese Bemühungen blieben der Staatssicherheit nicht verborgen; man war unter anderem informiert durch einen Agenten der Staatssicherheit beim niedersächsischen Staatsschutz in Celle. Am 11. September 1981 wurde die Familie schließlich verhaftet und in die Untersuchungshaftanstalt der Staatssicherheit in Berlin-Hohenschönhausen gebracht. Der im Westen lebende Sohn Michael erfuhr erst nach einem Jahr durch einen West-Berliner Anwalt, was mit seiner Familie geschehen war. Nach über einjähriger Untersuchungshaft wurde Raufeisen wegen „ungesetzlichen Grenzübertritts“ im besonders schweren Fall, landesverräterischer Agententätigkeit (§ 100 StGB der DDR) wegen illegaler Verbindungsaufnahme mit Vertretern fremder Mächte – gemeint ist die bundesdeutsche Botschaft in Budapest und der Kontakt zum eigenen Sohn – und Spionage (§ 97 StGB der DDR) zu lebenslanger Haft verurteilt. Seine Frau erhielt sieben Jahre Haft, der Sohn Thomas aufgrund der §§ 213 und 100 drei Jahre Haft. Alle drei wurden zur Haftverbüßung ins Zuchthaus Bautzen II gebracht, wo Thomas seine volle Haftstrafe verbüßte. Im September 1984 wurde er entlassen und durfte zu seinem Bruder nach Hannover ausreisen. Die Eltern blieben weiterhin inhaftiert. Am 12. Oktober 1987 verstarb Armin Raufeisen unter bis heute ungeklärten Umständen nach einer Gallenoperation im Haftkrankenhaus Kleinmeusdorf. Als offizielle Todesursache wurde Lungenembolie angegeben. Charlotte Raufeisen wurde im September 1988 nach voller Verbüßung ihrer Strafe aus der Haft in Bautzen entlassen, durfte jedoch erst im April 1989 in die Bundesrepublik ausreisen.